# Кумтаг

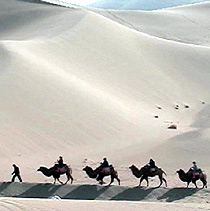
Пустеля Кумтаг

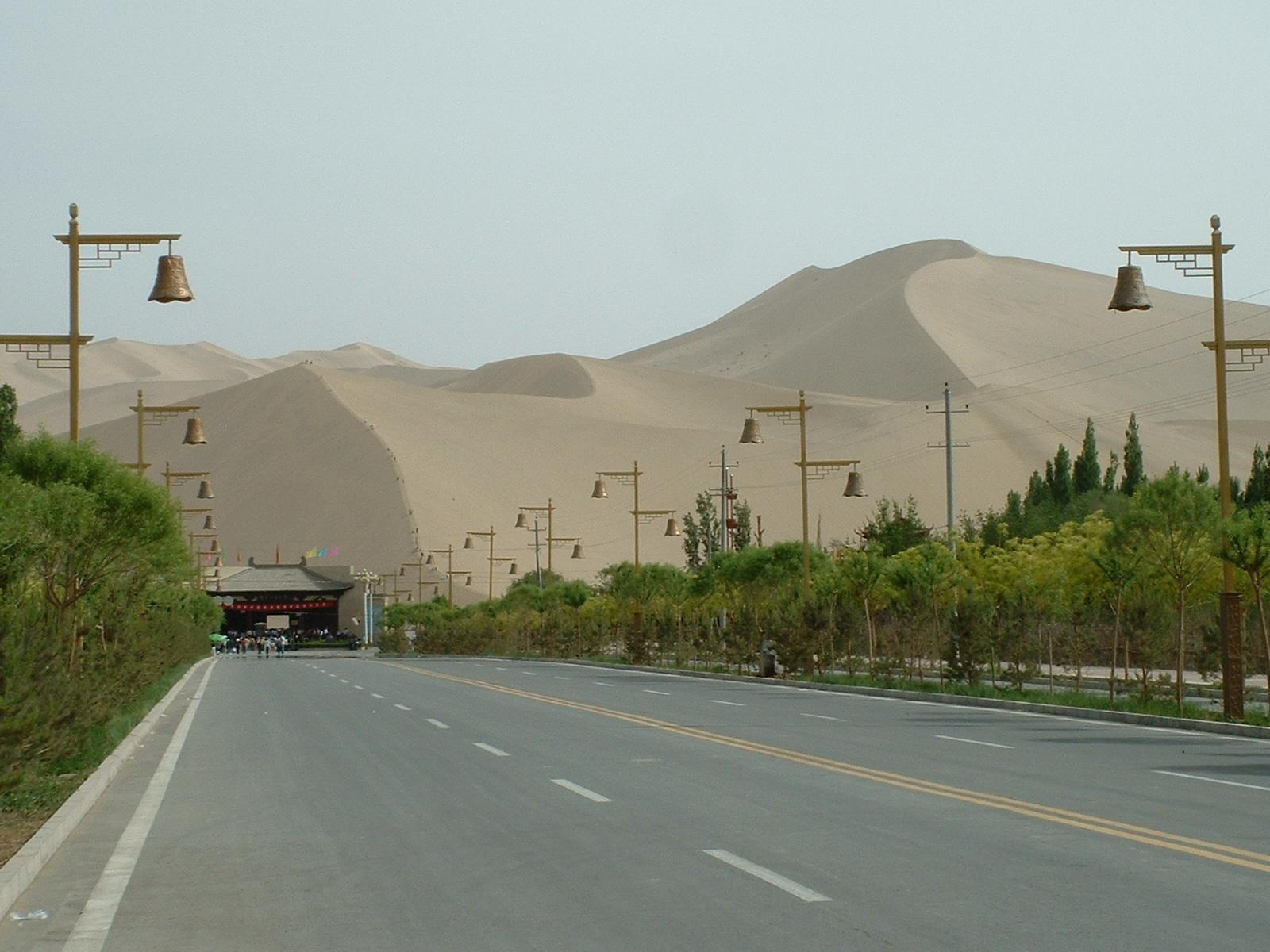
«Мегадюни» поблизу Дуньхуаня

Кумтаг (кит. трад. 库姆塔格沙漠, піньїнь: Kùmǔtǎgé Shāmò — з тюркських мов — Піщана гора) — піщана пустеля на північному заході Китію в Сіньцзяні.

## Опис
Займає територію площею 22 900 км². Є частиною пустелі Такла-Макан. Розташована на південний схід від пустелі Лобнор. Її межами є Дуньхуан на сході, Тянь-Шань на півночі. На півдні межею пустелі є лабіринт пагорбів. Важливою особливістю Кумтагу є наявність великого скупчення піщаних дюн, які можуть досягати 80 метрів у висоту.
В 2002 році оголошена національним парком.

## Розширення меж пустелі
Пустеля Кумтаг розширюється і загрожує родючим землям. За оцінками, в минулому пустеля займала 2500 км², але через недавнє розширення вже набагато більша, ніж була в 2008 році. Відповідно до звіту AFP за листопад 2007 року: «Піщані дюни (пустелі Кумтаг) загрожують старовинному китайському місту Дуньхуан»..
Згідно з дослідженням Майкла Хогана (англ. Michael Hogan), «Швидке розширення пустеля Кумтаг та інших піщаних утворень загрожують засипати печери Юньган та інші археологічні об'єкти».

Для обмеження проблеми місто Дуньхуан встановило суворі ліміти на імміграцію й будівництво нових криниць та ферм.